# Samtgemeinde Nenndorf
De Samtgemeinde Nenndorf is een Samtgemeinde in de Duitse deelstaat Nedersaksen. Het is een samenwerkingsverband van vier kleinere gemeenten in het Landkreis Schaumburg. Het bestuur is gevestigd in Bad Nenndorf.

## Deelnemende gemeenten
1. Bad Nenndorf, kuurstad met de bijbehorende stadsdelen Waltringhausen, Horsten en Riepen, met eind 2021 bijna 11.200 inwoners
2. Haste, met het Ortsteil Wilhelmsdorf, een relatief laat ontstaan dorp, door productiebossen omgeven, met eind 2021 ruim 2.700 inwoners
3. Hohnhorst met het gehucht Scheller en de beide Ortschaften Ohndorf en Rehren, een plattelandsgemeente in de laagvlakte, met eind 2021 bijna 2.100 inwoners
4. Suthfeld, bestaande uit de drie dorpen Helsinghausen (het hoofddorp van deze gemeente), Kreuzriehe en Riehe, met eind 2021 bijna 1.500 inwoners

## Ligging, infrastructuur
De Samtgemeinde ligt ruim 25 km ten westen van de grote stad Hannover. Veel forensen met een baan in die stad wonen in de gemeente, vooral in Bad Nenndorf en Haste.
Het gebied van de Samtgemeinde Nenndorf ligt in een overgangszone tussen de Noord-Duitse Laagvlakte, met het Steinhuder Meer, circa 12 km ten noorden van Haste en Hohnhorst,  en de zuidelijk daarvan gelegen middelgebergtes. Daarvan verdient vooral de Deister, maximaal ruim 400 meter boven zeeniveau, gelegen ten zuidoosten van Bad Nenndorf vermelding. 

### Buurgemeentes
- in het oosten: Barsinghausen in de Regio Hannover
- in het westen: Auhagen in de Samtgemeinde Sachsenhagen
- in het westen: Lindhorst en Beckedorf, beide in de Samtgemeinde Lindhorst
- in het zuiden: Rodenberg in de Samtgemeinde Rodenberg
- in het noorden: Wunstorf

### Infrastructuur
Door de gemeente lopen de volgende belangrijke hoofdverkeerswegen:
- Autobahn A2 met afrit 38 tussen Bad Nenndorf en Bantorf, gem. Barsinghausen
- de west-oost (Stadthagen - Hannover) lopende Bundesstraße 65, die zuidelijk om Bad Nenndorf loopt en op de A2 aansluit
- de zuid-noord (Coppenbrügge- Wunstorf) lopende Bundesstraße 442, die ten zuiden van Bad Nenndorf een stukje gemeenschappelijk tracé met de B65 heeft, en vlak voor de kruising met de A2 afbuigt in noordelijke richting langs Suthfeld/Helsinghausen en Haste naar Wunstorf.

Netwerkkaart S-Bahn van Hannover

De S-Bahn van Hannover exploiteert de lijnen S1 en S2. Op het (belangrijke overstap-)station Haste (Han) stoppen beide lijnen, op station Bad Nenndorf alleen lijn S1, de zgn. Deisterbahn (zie: Spoorlijn Weetzen - Haste). Zie ook: Spoorlijn Hannover - Hamm.
Sinds 1916 loopt het voor de binnenscheepvaart belangrijke Mittellandkanaal door de Samtgemeinde Nenndorf, o.a. door Haste.

## Geschiedenis
Te Hohnhorst is in 2011 een belangrijk urnengrafveld uit de IJzertijd (7e- 3e eeuw v.Chr.) ontdekt, waar sporen van enkele honderden urnen zijn ontdekt.
De economische ontwikkeling van het gebied is al sinds de middeleeuwen bevorderd door zijn ligging aan de handelsroute Hellweg vor dem Santforde , de route Arnhem - Deventer - Rheine - Minden (oversteek van de Wezer) - Bad Nenndorf - Hildesheim. 

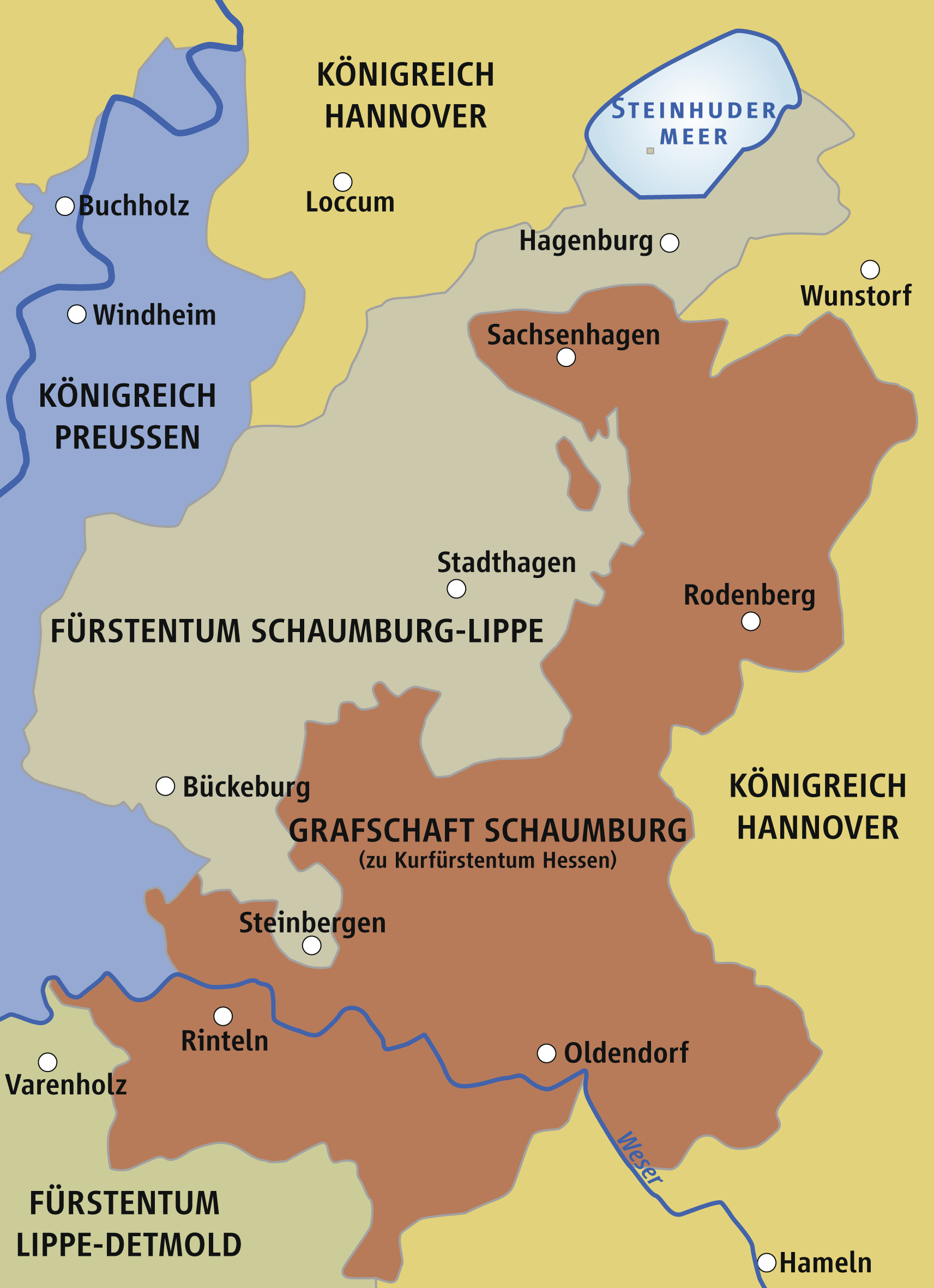
Schaumburg na 1640. Locatie SG Nenndorf: Onder Wunstorf, uiterst rechtsboven in het rode, Hessische gebied.

Het gehele gebied van de huidige Samtgemeinde Nenndorf lag in het Graafschap Schaumburg; na 1640-48 in het Hessische gedeelte, vanaf 1866 Pruisisch.
Doordat de landsheren in dit gebied, o.a. de graven van Graafschap Schaumburg, na de Reformatie in de 16e eeuw voor het evangelisch-lutherse geloof kozen, en hun onderdanen hen daarin noodzakelijkerwijs volgden, is de meerderheid van de christenen in de Samtgemeinde Nenndorf tot op de huidige dag evangelisch-luthers. Sinds het begin van de 21e eeuw is de meerderheid van de bevolking echter onkerkelijk.
Uit alle vier de deelgemeenten zijn gevallen van heksenprocessen uit de late 16e en de 17e eeuw bekend, waarbij met name vrouwen als vermeend heks een gruwelijke dood door de hand van de beul stierven.
De huidige Samtgemeinde kwam in 1974 bij gemeentelijke herindelingen tot stand.
Ahnsen · 
Apelern · 
Auetal · 
Auhagen · 
Bad Eilsen · 
Bad Nenndorf · 
Beckedorf · 
Buchholz · 
Bückeburg · 
Hagenburg · 
Haste · 
Heeßen · 
Helpsen · 
Hespe · 
Heuerßen · 
Hohnhorst · 
Hülsede · 
Lauenau · 
Lauenhagen · 
Lindhorst · 
Lüdersfeld · 
Luhden · 
Meerbeck · 
Messenkamp · 
Niedernwöhren · 
Nienstädt · 
Nordsehl · 
Obernkirchen · 
Pohle · 
Pollhagen · 
Rinteln · 
Rodenberg · 
Sachsenhagen · 
Seggebruch · 
Stadthagen · 
Suthfeld · 
Wiedensahl · 
Wölpinghausen